# Geringde vlekplaat
De geringde vlekplaat (Panaeolus semiovatus) is een schimmel behorend tot de familie Galeropsidaceae. De familie is nog niet met zekerheid bepaald (incertae sedis). Hij roeit op saprotroof op strorijke uitwerpselen van paarden en koeien in weinig bemeste, schrale graslanden en heiden. Hij komt vooral voor op zandgrond, zelden in tuinen en plantsoenen of op composthopen. Vruchtvorming zijn te vinden van juni tot oktober.

## Kenmerken

### Uiterlijke kenmerken
Hoed
De hoed is tot 8 cm in diameter. De kleur is donkergeel tot wit. De vorm is parabolisch tot bijna convex bij volgroeide exemplaren. Het is kleverig als het nat is en vaak kreukt als het droog is. 
Steel
De steel is 15 cm lang en 20 mm dik, stevig en glad, met een annulus (ring) die wit is, maar vaak zwart wordt gevonden door vallende sporen. 
Lamellen
De lamellen zijn aangehecht, breder in het midden en smaller aan beide uiteinden. De lamellen zijn zwartachtig in volwassen vruchtlichamen, ongelijk gekleurd, gevlekt door niet-gelijktijdige rijping van sporen. Op het oppervlak van de lamellen bevinden zich cystidia die sulfiden bevatten die licht breken.
Vlees
Het vruchtvlees is wit of strokleurig.
Sporenprint
De sporenprint is zwart. 

### Microscopische kenmerken
De sporen zijn glad, min of meer elliptisch; vaak met een kiempore; donkerbruin in KOH en meten 15-21 × 8-11 µm. Er zijn geen cheilocystidia aanwezig of onopvallend en basidiole-achtig. Pileipellis is cellulair/hymeniform en voorzien van pileocystidia.

## Verspreiding
De geringde vlekplaat is wijd verspreid en is aanwezig in veel gematigde streken van de wereld. In Nederland komt hij algemeen voor. Hij staat niet op de rode lijst en is niet bedreigd.

## Taxonomie
Dit taxon werd beschreven in 1798 door James Sowerby, waarmee het de naam Agaricus semiovatus kreeg. Later werd het opgenomen in verschillende andere geslachten. De huidige naam, erkend door Index Fungorum, werd er in 1938 aan gegeven door Lundell en Nannfeldt, waardoor het werd overgebracht naar het geslacht Panaeolus.